# Велика северна експедиция
Великата северна експедиция (на руски: Великая Северная экспедиция) е обобщено наименование на общо седем географски експедиции предприети от моряци на руска имперска служба по арктическото крайбрежие на Сибир, в посока Северна Америка и Япония, през втората четвърт на XVIII век.
Експедицията се осъществява през 1733 – 1743 г. Тя представлява една от най-големите географски експедиции в историята на човечеството, която позволява картографирането на по-голямата част от арктическия бряг на Сибир и части от северноамериканското крайбрежие и води до сериозното намаляване на белите петна на картата на света. Експедицията е започната по време на царуването на Петър I и на практика осъществена от императриците Анна и Елисавета. Основният организатор е Витус Беринг, който преди това е водил „Първата камчатска експедиция“.
Целта на експедицията е картографирането на източната част на Сибир и евентуалното изследване на западните брегове на Северна Америка. Според стратегията на Петър I, руската имперска флота трябва да картографира целия Северен морски път.
Броят на преките и непреки участници в експедицията е 3000 души. С това Великата северна експедиция се превръща в една от най-големите в човешката история. Общата стойност на мероприятието, напълно финансирано от руската държава, достига сумата от 1.5 милиона рубли, огромна сума за времето си. Тя се равнява на една шеста от приходите на руската държава за 1724 г.
Големите постижения на експедицията включват откриването на Аляска, Алеутските острови, Командорските острови, подробното картографиране на северния и североизточен руски бряг, както и Курилските острови. Ескспедицията води до окончателното отхвърляне на наличието на голяма сухоземна територия в северния Тихи океан. Тя включва и етнографски и исторически изследвания на Сибир и Камчатка.
В рускоезичната литература се среща още и като „Втора камчатска експедиция“, „Сибирско-Тихоокеанска експедиция“, „Сибирска експедиция“. Именно данните и резултатите от тази експедиция дават тласък към руската колонизация по тихоокеанското крайбрежие на Америка, довело до създаването на Руска Америка и овладяването на Аляска.